# كوفنتري (نيويورك)
كوفنتري (بالإنجليزية: Coventry, New York)‏ هي بلدة أمريكية تقع في الولايات المتحدة في مقاطعة تشينانغو، نيويورك. يقدر عدد سكانها بـ 1,655 نسمة ومساحتها 126.6 كم2 وترتفع عن سطح البحر 481 متر.

## أعلام
- فرنسيس ر. إي. كورنيل
- ويليام إي. جونسون
- روفوس مالوري